# دوفر (تينيسي)
دوفر (بالإنجليزية: Dover, Tennessee)‏ هي مدينة تقع بولاية تينيسي في وسط شرق الولايات المتحدة. تبلغ مساحة هذه المدينة 10.1 (كم²)، وترتفع عن سطح البحر 126 م، بلغ عدد سكانها 1417 نسمة في عام 2010 حسب إحصاء مكتب تعداد الولايات المتحدة وتصل الكثافة السكانية فيها 146.7 نسمة/كم2.

## أعلام
- جيمس كولين مارتن
- بيرني والتر
- تشارلز بي. بيرس
- ويليام بي. روس

## وصلات خارجية
- The US50 - Cities and Towns in Tennessee State